# Beryl (windowmanager)
Beryl is een 3D windowmanager die draait op Linux en andere Unix-systemen. Het geeft grafische effecten vergelijkbaar met Aero, de 3D grafische interface van Windows Vista, en is helemaal door de gebruiker in te stellen. In tegenstelling tot Vista kan Beryl met een bescheiden grafische kaart toch heel wat bereiken. Dit komt mede door OpenGL. Beryl is een fork van Compiz, wat betekent dat de broncode gekopieerd is en er verder op wordt "gebouwd". Het biedt echter meer effecten en overgangen dan Compiz. Beryl schijnt wel iets minder stabiel en iets langzamer te zijn.
Tegenwoordig hebben Beryl en Compiz besloten om samen te werken en te fuseren. Het resultaat is Compiz Fusion. De Compiz-code wordt in tweeën gesplitst: compiz-core en compiz-extra's. De eerste zal vooral bestaan uit de basis van Compiz met wat plugins van Beryl, het tweede pakket bestaat vrijwel uit de code van Beryl met zeer geavanceerde effecten.

## Benodigdheden
Beryl is een windowmanager en kan gebruikt worden om andere desktopomgevingen zoals GNOME en KDE te draaien. Tegenwoordig is elke grafische kaart voldoende om Beryl te draaien.